# Андерсен-Нексё, Мартин
Ма́ртин А́ндерсен-Не́ксё (дат. Martin Andersen Nexø (настоящая фамилия — Андерсен); 26 июня 1869 года, Копенгаген, Дания — 1 июня 1954 года, Дрезден, ГДР) — датский писатель-коммунист, один из основателей Коммунистической партии Дании. Последние годы жизни провёл в ГДР.

## Биография
Родился в бедной семье, четвёртым из одиннадцати детей. В 1877 году семья переехала в Нексё на острове Борнхольм (название города впоследствии стало псевдонимом писателя). Учился в народной школе, во время обучения учился на башмачника, затем работал журналистом. В середине 1890-х годов Андерсен предпринял путешествие по Южной Европе для излечения от туберкулёза, впечатления от путешествия легли в основу его книги «Солнечные дни» (дат. Soldage, 1903). В 1897 году сдал экзамен на звание учителя и начал работать в Оденсе, в следующем году женился на Маргрет Томсен.
Первоначально в творчестве Андерсена преобладал пессимизм времён Fin de siècle, который, однако, изменился после вступления автора в Социал-демократическую, а затем и Коммунистическую партию Дании. В 1906—1910 годах опубликовал свою наиболее известную работу, четырёхтомник «Пелле-завоеватель» (дат. Pelle Erobreren), которая была дважды экранизирована (включая фильм Билле Аугуста). Самопожертвованию женщины из рабочего класса посвящён роман «Дитте, дитя человеческое» (дат. Ditte Menneskebarn, 1917—1921), книга «В железный век» (дат. Midt i en Jærntid, 1929) высмеивает датских фермеров времён Первой мировой войны. Участник антифашистского конгресса писателей в Испании (июль 1937).
В начале 1920-х годов участвовал в организации помощи голодающим Поволжья и шефствовал над Самарским детским домом: помогал ему материально, переписывался с детьми. В 1922 году приезжал в Самару и был избран почетным членом Самарского городского Совета рабочих, крестьянских и красноармейских депутатов. На бывшем детском доме (Галактионовская улица, 21) в 1960 году была установлена мемориальная доска с текстом: «Дом, в котором в 1922—1924 гг. датский писатель-коммунист, почетный член Самарского Совета депутатов трудящихся Мартин Андерсен Нексе содержал детский дом на 65 детей-сирот».
В ходе оккупации Дании нацистской Германией был в 1941 году арестован, однако в 1943 году бежал и через Швецию перебрался в СССР, где вёл антифашистские радиотрансляции на Данию и Норвегию. После окончания Второй мировой войны перебрался в ГДР. Почётный гражданин Грайфсвальда и Дрездена. Лауреат Национальной премии ГДР I степени в области искусства и литературы. Являлся членом Комитета по Международным Ленинским премиям «За укрепление мира между народами».

## Издания на русском языке
- «Избранное». — М.: Гослитиздат, 1949.
- «Собрание сочинений в 10 тт.» / Пер. под ред. А. И. Кобецкой и А. Я. Эмзиной. — М.: Гослитиздат, 1951—1954.
- «Автобиографические повести». — М.: Гослитиздат, 1959:
  - «Малыш»;
  - «Под открытым небом»;
  - «В чужих людях»;
  - «Конец пути».
- Повести:
  - «Ценой жизни»;
  - «Семейство Франк»;
  - «Счастье».
- «Дитте — дитя человеческое» / Пер. с дат. А. Ганзен. Серия: «Зарубежный роман XX века». — М.: Художественная литература, 1964.

## Экранизации
- 1948 — «Дитте — дитя человеческое»
- 1987 — «Пелле-завоеватель»